# Interoperacyjność systemu kolei
Interoperacyjność systemu kolei – zdolność systemu kolei do zapewnienia bezpiecznego i nieprzerwanego ruchu pociągów, spełniającego warunki techniczne, ruchowe, eksploatacyjne i prawne, których zachowanie zapewnia dotrzymanie zasadniczych wymagań dotyczących interoperacyjności systemu kolei i umożliwia efektywne poruszanie się po transeuropejskiej sieci kolejowej.
Składniki interoperacyjności to podstawowe składniki, grupy składników, podzespoły lub zespoły, które są włączone lub które mają być włączone do podsystemu, od którego pośrednio lub bezpośrednio zależy interoperacyjność systemu kolei. Składnikiem interoperacyjności jest również oprogramowanie.